# ولاية لوكر

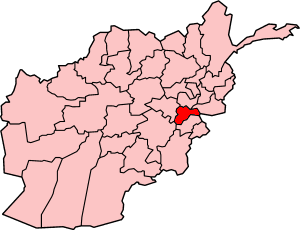
ولاية لوكر

ولاية لوکر (بالبشتوية: لوگر (بالدارية: لوې غر))‏ إحدی الولايات الـ 34 الأفغانية في أفغانستان وتقع وسط البلاد وبالتحديد جنوب شرق العاصمة کابول وتبلغ مساحتها 4568 كم٢. يتدفق بـ لوکر نهر يمتد من غربها ويصل إلی الشمال. بُل عالم هي العاصمة الإقليمية لمحافظة لوکر والتي تقطنها الغالبية البشتونية.

## الاسم
يقول البعض أن کلمة «لوکر» تنحدر من جذور لغة الباشتو التی تعني الجبل العظيم وکتب التاريخ في أفغانستان تروي حکاية الإقليم بتفاصيل أدق.

## التاريخ والحکاية
يعتقد معظم المؤرخون في أفغانستان ولا سيما الکُتّاب البشتون منهم أن ولاية لوکر مسقط رأس عشائر ختك، أفريدي وأورکزي. قد يقول البعض أن لوکر هي التی احتضنت وربّت تلك العشائر في القرنين الـ 12 والـ 13 المنصرمين.
تقع لوکر علی مقربة من منطقة بانو المجاورة لـ خط ديورند في باکستان وبانو هي التي سکنتها عشيرة ختك.

## السياسة
لوکر من إحدی الأقاليم التي تحافظ علی الديانة الإسلامية بشکل عام ولکن ليس بمستوی ولايات الجنوب الأفغاني. الخلفية السياسية والتاريخية لهذا الإقليم تغيّرت کثيراً في الآونة الأخيرة نتيجة لصراعات العقود الأخيرة بين إمارة طالبان الإسلامية وتحالف الشمال الأفغاني وصولاً إلی الاحتلال الأمريکي فی عام 2001.
إبّان فترة الجهاد الأفغاني في الثمانينيات، حزب الجمعية الإسلامية بزعامة برهان الدين رباني کان يستولي علی بلدات برقي برك، خوشي وبلُ علم حيث مارس تنظيم القاعدة بزعامة أسامة بن لادن نشاطاته المکثّفة بهذا الإقليم في وقت لاحق ولکنه لم يتلقّی أي تعاطف مرغوب فيه من قبل المحليين هناك. شکّلت مديرية محمد آغا المعقل الرئيسي لـ الجناح العسکري للحزب الإسلامي الأفغاني الذي فاز في الانتخابات التشريعية عام 2005 رغم أن البرلمان الأفغاني لا يتعاطف مع زعيمه الروحي قلب الدين حکمتيار.
حزب الجمعية الإسلامية والذي کان يرأسه البروفيسور رباني – الرئيس الأفغاني السابق – کان تربطه بالتحالف الشمالي آنذاك علاقات وطيدة – قد بسط سيطرته علی الإقليم لسنوات عديدة عقب انهيار حکومة طالبان الأفغانية.

## الجغرافيا
قد وصف البعض ولاية لوکر بالوادي المستوي يتدفقه به النهر شمالاً ووسطاً، تحاط بها الجبال الوعرة شرقاً وجنوباً وجنوب غرباً. بلدة أزرة الشرقية تتکون من جبال تؤدي إلی ولاية بکتيا في الشرق حيث تحد بـ معبر تيرا وهو شارع بطول 2896 متر يربط الإقليمين والذي قام بتعبيده فريق إعادة إعمار الإقليم بأفغانستان.
تعترف الحکومة الأفغانية بتواجد الوادي بإقليم لوکر إلا وأن معظم صانعي الخرائط يعتبرونه جزءاً من تراب ولاية بکتيا في الشرق.

## الوضع الأمني
تتمتع ولاية لوکر بالأمن والسلام من حين لآخر بالمقارنة مع جيرانها الجنوبية إلا وأن السيارات المفخخة والتفجيرات الانتحارية التي تستهدف موظفي الحکومة وقوات التحالف الدولي لا يستهان بها وتهدد أمن الإقليم بشکل يومي. خلافاً مع ما يتم زرعه من الخشاش فی الجنوب، زراعة المخدرات لم تکن شاسعة في لوکر أصلاً نظراً لکونها منطقة وعرة ذات طقس غير مرغوب فيه ومناخ قاس. تشکّل الاختلافات والمناوشات العشائرية مصدر قلق البعض کما هي الحال فی معظم أرجاء البلاد کالعادة.

## العاصمة الإقليمية
بلدة بُل علم هي عاصمة إقليم لوکر والتي تقع علی الشارع الرئيسي بين کابول وولايتي بکتيا وخوست الشرقيتين المتاخمتين للحدود الباکستانية. شهدت بُل علم مشاريع عملاقة في مجال إعادة بناء البلد عقب زوال إمارة طالبان وقد اکتمل تعبيد شارع کابول – هيرات عام 2006 مما أدی إلی قصور في ساعات وعناء الرحلة بين الإقليمين. شملت المشاريع الأخری بناء المدارس، محطات إذاعة وتلفاز، مباني ومنشآت حکومية وقاعدة عسکرية للشرطة الأفغانية الوطنية في جنوبي الإقليم. علی غرار ما تقوم به مجالس البلدات في معظم أنحاء محافظات أفغانستان من أعمال تنموية، فإن لوکر تشهد نشاطاً عمرانياً متواضعاً أيضاً. يتم توفير الکهرباء عبر اللجوء إلی استخدام المولدات النفطية وتشکل الآبار المصدر الوحيد لمياه الشرب في الإقليم.

## السكان
ولاية لوكر بلغ عدد سكانها 442،037 نسمة حسب تقديرات هيئة الإحصاء الأفغانية لعام 2021 ويقطنها أغلبية من الطاجيك والبشتون، وأقلية من الهزارة.

## الحكومة
يترأس الإقليم حاكم يعين من قبل المرشد الأعلى لإمارة أفغانستان الإسلامية.
| الحاكم                 | فترة المنصب                    |
| ---------------------- | ------------------------------ |
| محمد إقبال عزيزي       | 20 سبتمبر 2012 - 16 أبريل 2013 |
| عرسال أحمد             | 17 أبريل 2013 - 15 أكتوبر 2013 |
| محمد أنور خان إسحاقزاي | 20 فبراير 2018 - مايو 2020     |
| محمد أجمل شاهبور       | 14 مايو 2020 - يناير 2021      |
| عبد القيوم رحيمي       | 17 يناير 2021 - أغسطس 2021     |
| محمد علي جان أحمد      | أغسطس 2021 - 7 نوفمبر 2021     |
| حاج مالي خان           | 7 نوفمبر 2021 - 14 مارس 2022   |
| مولوي عناية الله       | 14 مارس 2022 - الآن            |

## التقسيمات الإدارية

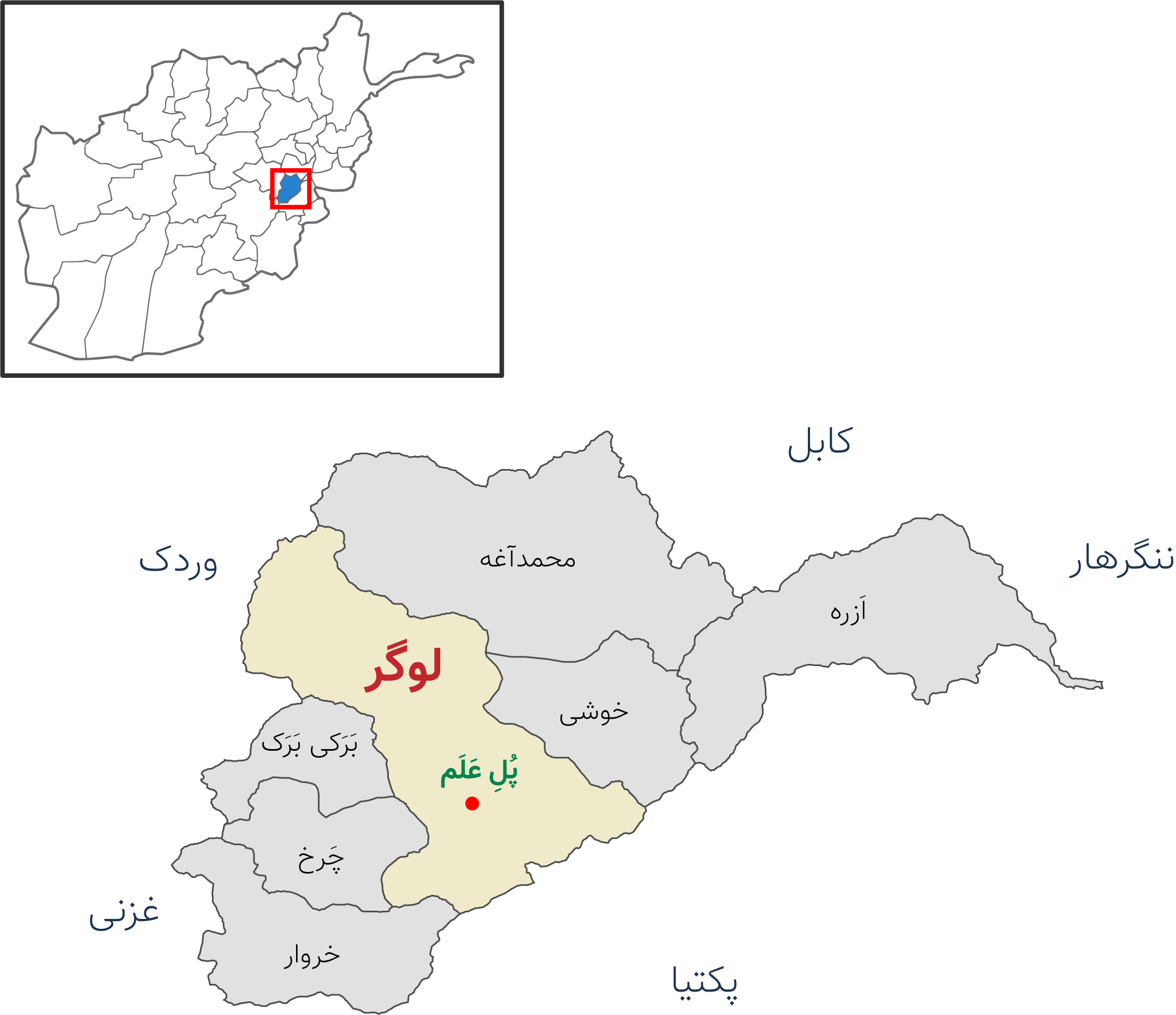
مناطق ولاية لوكر

حسب التقسيم الإداري الأفغاني الحالي، تنقسم الولاية حالياً لـ 7 مناطق (بالبشتوية: ولسوالۍ)‏ تضم مئات القرى. وكان عدد المناطق خمسة حتى منطقة أزرا من ولاية بكتيا لولاية لوكر والتي كانت قد نقلت من ولاية لوغر لولاية بكتيا في 2 يوليو 1989، ثم تم إنشاء منطقة خروار من منطقة شارخ.
| المنطقة (ولسوالۍ) | المركز الإداري | المساحة | السكان (تقدير 2021-2022) | القرى والعرقيات القاطنة.       |
| ----------------- | -------------- | ------- | ------------------------ | ------------------------------ |
| أزرا              | أزرا           |         | 23٫387 نسمة              | 100٪ بشتون                     |
| براقي براك        | براقي براك     |         | 100٫975 نسمة             | 90٪ طاجيك، 10٪ بشتون           |
| شارخ              | قرية شارخ      |         | 51,098 نسمة              | 65٪ بشتون و35٪ طاجيك           |
| خروار             | خروار          |         | 30,145 نسمة              | 100٪ بشتون                     |
| خوشي              | قرية خوشي      |         | 27,712 نسمة              | 65٪ طاجيك و34٪ بشتون و1٪ هزارة |
| محمد آغا          | محمد آغا       |         | 86٫785 نسمة              | 60٪ بشتون و40٪ طاجيك           |
| بل علم            | مدينة بل علم   |         | 121،935 نسمة.            | 76٪ طاجيك و24٪ بشتون.          |